# 名寄テレビ中継局
名寄テレビ中継局（なよろテレビちゅうけいきょく）は、北海道名寄市砺波の名寄山にあるテレビ中継局である。ここでは同地に設置されているNHK-FM放送の中継局と同地での設置ではないがコミュニティFM局のエフエムなよろ（Airてっし）の送信所についても便宜上ここで記載する。

## 中継局概要

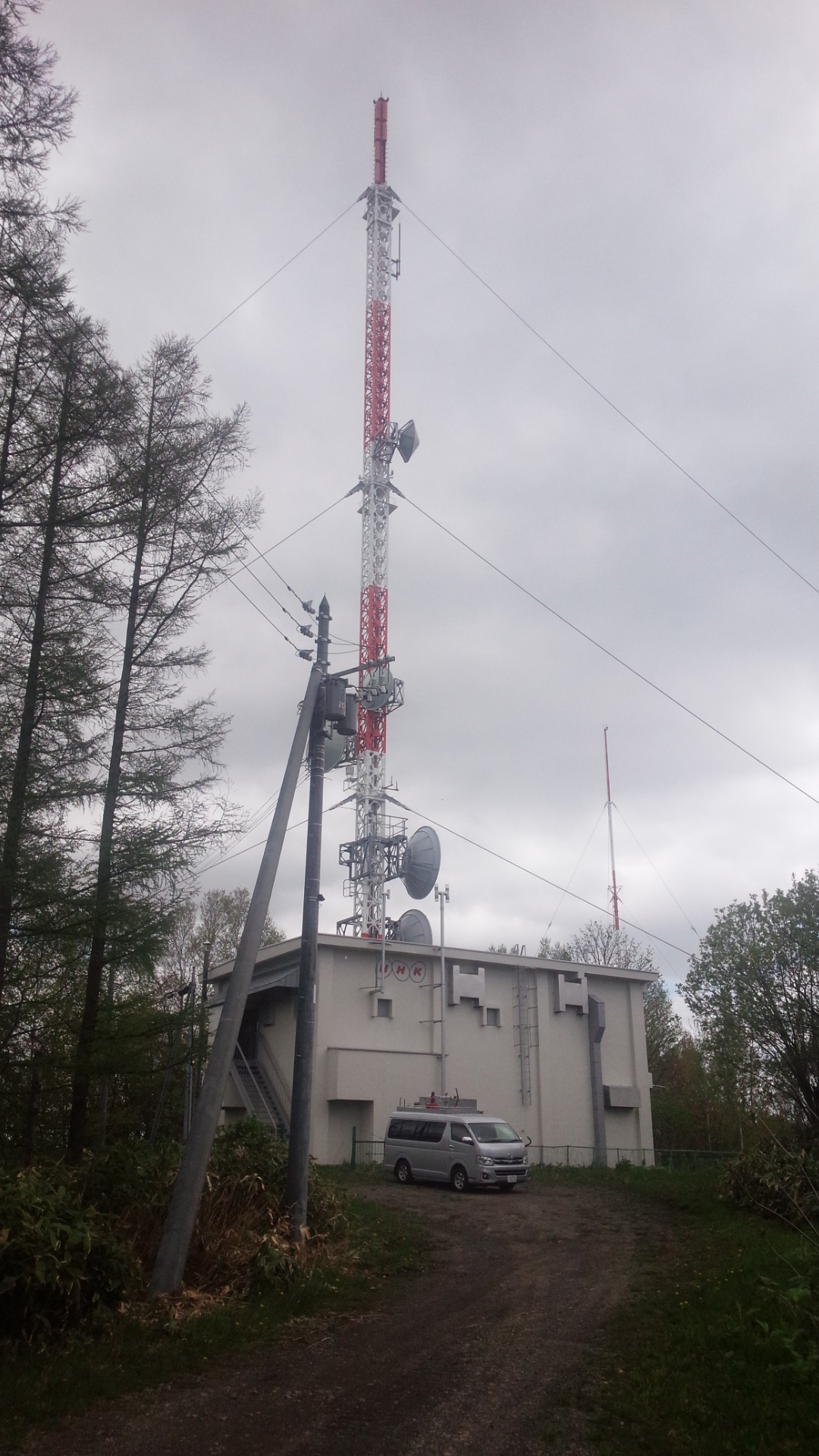
名寄テレビ中継局（NHK）

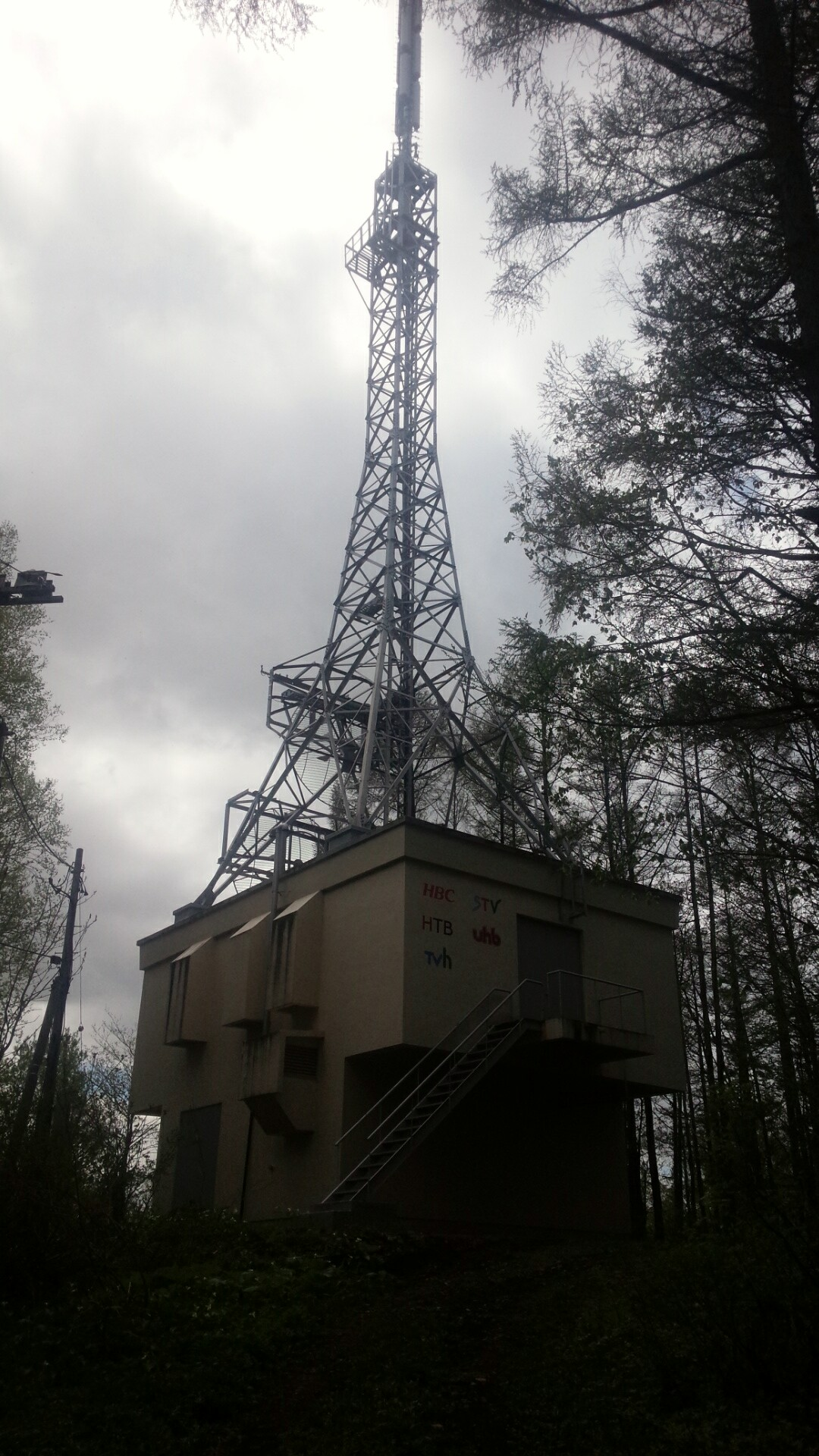
名寄テレビ中継局（民放5局）

### 地上デジタルテレビジョン放送送信設備
| リモコン キーID | 放送局名             | 物理 チャンネル | 空中線 電力 | ERP    | 放送対象地域                         | 放送区域 内世帯数 | 偏波面   | 開局日          |
| --------------- | -------------------- | --------------- | ----------- | ------ | ------------------------------------ | ----------------- | -------- | --------------- |
| 1               | HBC 北海道放送       | 29              | 200W        | 1.7kW  | 北海道                               | 約26,000世帯      | 水平偏波 | 2008年 12月1日  |
| 2               | NHK 旭川教育         | 20              | 200W        | 1.8kW  | 全国放送                             | 約26,000世帯      | 水平偏波 | 2008年 10月6日  |
| 3               | NHK 旭川総合         | 28              | 200W        | 1.8kW  | 道北圏 （上川・留萌・ 宗谷・北空知） | 約26,000世帯      | 水平偏波 | 2008年 10月6日  |
| 5               | STV 札幌テレビ放送   | 32              | 200W        | 1.85kW | 北海道                               | 約26,000世帯      | 水平偏波 | 2008年 12月1日  |
| 6               | HTB 北海道テレビ放送 | 22              | 200W        | 1.7kW  | 北海道                               | 約26,000世帯      | 水平偏波 | 2008年 12月1日  |
| 7               | TVh テレビ北海道     | 30              | 200W        | 1.6kW  | 北海道                               | 約26,000世帯      | 水平偏波 | 2012年 12月27日 |
| 8               | UHB 北海道文化放送   | 31              | 200W        | 1.8kW  | 北海道                               | 約26,000世帯      | 水平偏波 | 2008年 12月1日  |

- NHK旭川放送局は2008年10月6日に、TVhを除く民放は同年12月1日に、TVhは2012年12月27日に開局[1][2][3][4]。
  - 旭川送信所のデジタル（21ch）では電界強度次第で良好に受信できる場合があるが、アナログ（33ch）では名寄中継局（STV・32ch）と和寒中継局（UHB・34ch）のデジタルテレビチャンネルに挿まれており、試験電波発射後は一部地域で混信が生じていたため、アナログでの受信は事実上困難となっていた。この状況も当中継局の開局により解消された。
  - デジタル完全移行前の時点での市町村別ロードマップでは名寄市が全世帯の約13000世帯（合併前の旧風連町も含む）のうち、アナログで約2000世帯・デジタルで約1200世帯で。士別市が全世帯の約9450世帯（合併前の旧朝日町も含む）のうち、アナログで約660世帯・デジタルで約560世帯（旧朝日町は極少数の世帯のみ）でそれぞれTVhが受信可能だが、下川町・美深町・音威子府村ではアナログ・デジタルともTVhは全世帯受信不可能となっていた。
  - 長らく開局予定がなかったTVhは受信元である和寒中継局が2012年10月30日に開局したことに加え、名寄中継局も開局する目途がついたため、完全に解決することになった。建設費用約9100万円のうち半額は国の補助（総務省が所管する支援スキームを活用）を受け、残りの半額はTVhと周辺自治体である名寄市・士別市・下川町・美深町で応分割合の負担を賄う形となっている[2][3][4]。
- NHKでは2008年9月16日から、TVhを除く民放各社は同年11月6日から、TVhは2012年11月29日の11:00からそれぞれ試験電波の発射が行われていた[1]。

### 地上アナログテレビジョン放送送信設備
| チャンネル      | 放送局名             | 空中線 電力       | ERP                   | 放送対象地域                         | 放送区域 内世帯数 | 偏波面       | 開局日          |
| --------------- | -------------------- | ----------------- | --------------------- | ------------------------------------ | ----------------- | ------------ | --------------- |
| 4               | NHK 旭川総合         | 映像250W/ 音声63W | 映像2.8kW/ 音声710W   | 道北圏 （上川・留萌・ 宗谷・北空知） | 不明              | 水平偏波     | 1960年 12月28日 |
| 6               | STV 札幌テレビ放送   | 映像250W/ 音声63W | 映像2.6kW/ 音声650W   | 北海道                               | 不明              | 水平偏波     | 1964年 10月9日  |
| 10              | HBC 北海道放送       | 映像250W/ 音声63W | 映像3kW/ 音声760W     | 北海道                               | 不明              | 水平偏波     | 1964年 12月22日 |
| 12              | NHK 旭川教育         | 映像250W/ 音声63W | 映像2.9kW/ 音声740W   | 全国放送                             | 不明              | 水平偏波     | 1963年 12月1日  |
| 24              | HTB 北海道テレビ放送 | 映像2kW/ 音声500W | 映像19kW/ 音声4.8kW   | 北海道                               | 不明              | 水平偏波     | 1972年 11月30日 |
| 26              | UHB 北海道文化放送   | 映像2kW/ 音声500W | 映像18.5kW/ 音声4.7kW | 北海道                               | 不明              | 水平偏波     | 1973年 9月26日  |
| 22 （割当のみ） | TVh テレビ北海道     | （開局せず）      | （開局せず）          | （開局せず）                         | （開局せず）      | （開局せず） | （開局せず）    |

- TVhはチャンネルの割り当て（アナログ・22ch）がなされていたものの、開局しなかった。

### FMラジオ送信設備
※ここでは、便宜上コミュニティFM局のエフエムなよろ（Airてっし）の送信所も同時記載する（送信所は本社スタジオがある名寄市西4条南9丁目の大野ビル屋上にある。）
| 周波数 （MHz） | 放送局名   | コールサインなど | 空中線 電力 | ERP   | 放送対象地域                         | 放送区域 内世帯数 | 偏波面   | 開局日                          |
| -------------- | ---------- | ---------------- | ----------- | ----- | ------------------------------------ | ----------------- | -------- | ------------------------------- |
| 78.8           | Airてっし  | JOZZ1AU-FM       | 20W         | 34W   | 名寄市                               | 不明              | 垂直偏波 | 2006年3月27日                   |
| 88.2           | NHK 旭川FM | 名寄中継局       | 1kW         | 1.8kW | 道北圏 （上川・留萌・ 宗谷・北空知） | 不明              | 水平偏波 | 1969年3月1日 （1965年12月20日） |

- 開局日の括弧内は実用化試験局として開局した日。
- AIR-G'・FM NORTH WAVEは中継局は設置されていない。
- Airてっしは同市内智恵文にも中継局が名寄市役所智恵文支所内に設けられており、周波数・偏波面は親局と同じ78.8MHz・垂直偏波であるが、出力は3W（ERP・2.4W）で送信される。

### 受信元の送信所・中継局
- テレビは和寒中継局、FMラジオは旭川送信所である。アナログテレビ放送（HTBを除く）は和寒中継局が開局するまで旭川送信所を受信していた。当中継局のデジタルテレビの電波は知駒・和寒西和の両中継局に伝送される。なお、アナログテレビでは前者の各局に加えて音威子府（NHK・HBCのみ）・下川（NHKのみ）・一の橋の各中継局にも伝送していた。一方、FMラジオでは知駒・上川の両中継局に伝送される。

### 放送エリア
- 名寄市、美深町（但し、仁宇布地区と玉川地区は共同受信施設により受信）のほぼ全域、下川町、士別市（テレビは中士別町の一部と上士別町・朝日町・温根別町を除く）、剣淵町、和寒町、音威子府村の各一部地域。
  - 上記のテレビ放送エリアのうち、士別市、剣淵町、和寒町の各一部地域では和寒中継局でもカバーされている。
- 音威子府村全域と美深町の一部地域では音威子府中継局（NHK旭川放送局・HBC）も受信されていたが、アナログテレビ放送終了後は名寄中継局か知駒中継局が受信されている。

## 施設について
- 施設はNHKは単独。民放は各局共同使用である。
  - NHKの中継局はテレビとFM放送で送信鉄塔・局舎が別々に建てられている。デジタルテレビの局舎・鉄塔はもともとアナログテレビ専用の中継局として開局したものである。
  - 民放各局共同使用のデジタルテレビの局舎・鉄塔はもともと1972年にHTB単独のアナログテレビ中継局として開局し、翌年にUHBのアナログテレビ放送設備、2008年にTVhを除く民放各局のデジタル放送設備も追加設置され、2012年12月にはHTB・UHBのアナログテレビ放送設備の撤去と入れ替わりでTVhのデジタル放送設備が追加設置される。
- 2008年開局の地デジではNHKは既存のアナログテレビ単独施設をそのまま使用。民放各局については、これまでアナログテレビ放送を送信していた既存のHTB・UHBの共同施設をそのまま使用し、前者2局に加えてHBC・STVと2012年12月にデジタル新局で開局するTVhも相乗りすることになった[2][3][4]。

そのため、アナログ放送設備のみ設置されていたHBCアナログ中継局は2011年7月24日の停波をもって運用を終えた。また、STVアナログ中継局はSTVラジオ単独の中継局となった（保守・管理は引き続き親会社の札幌テレビ放送が所有）。STVアナログ中継局はもともとSTVがテレビ・ラジオ兼営局だった時代に設置されたものである（アナログテレビは1964年。ラジオは1976年にそれぞれ開局）。